# American Truck Simulator
American Truck Simulator — компьютерная игра в жанре симулятора водителя-дальнобойщика с элементами экономической стратегии. Действия игры проходят на территории США. Разработана чешской компанией SCS Software в рамках серии Truck Simulator и выпущена 2 февраля 2016 года. Является параллельной игрой Euro Truck Simulator 2.

## Игровой процесс
Геймплей American Truck Simulator предлагает игрокам широкий выбор грузовиков, которые они могут управлять, а также разнообразные типы грузов, которые они могут перевозить. В начале игры у вас будет доступен только один грузовик, но по мере развития и заработка денег вы сможете приобрести более крупные и мощные транспортные средства.
Во время игры игроки получают задания на перевозку грузов. Задания могут варьироваться от простых доставок по городу до более длительных перевозок между различными городами и штатами. В процессе выполнения заданий игроки должны соблюдать правила дорожного движения, чтобы избежать штрафов и несчастных случаев.
За успешное выполнение заданий игроки зарабатывают деньги, которые могут быть потрачены на улучшение грузовика, покупку новых грузовиков или расширение и улучшение своей транспортной компании.
American Truck Simulator также предлагает множество модификаций, созданных сообществом игроков, которые добавляют новые грузовики, карты, грузы и другие дополнительные возможности в игру.

## История разработки
SCS Software впервые анонсировала игру 6 сентября 2013.
11 апреля 2014, компания SCS Software выпустила скриншоты из игры и объявила, что в ней будет более 100 городов. Изначально в игре будут доступны только две марки грузовиков: Peterbilt и Kenworth. В дальнейшем автопарк будет расширяться. Игра начинается в Калифорнии, Неваде. SCS Software планирует со временем включить весь североамериканский континент. 26 января 2015 SCS Software опубликовал кадры из ранней альфа-версии игры на YouTube. 18 декабря 2015 года, компания SCS Software объявила официальную дату релиза American Truck Simulator — 3 февраля 2016. Игра вышла на день раньше — 2 февраля 2016.
Изначально в игре доступны 30 городов Калифорнии и Невады. Через некоторое время в игровой мир были включены города штата Аризона.
В одном из обновлений игры в 2017 году для соответствия реальному миру в игре закрыли часть дороги California State Route 1 в районе Биг-Сур, которая в реальности уже была закрыта на тот момент из-за большого оползня 20 мая 2017 года.
С выходом версии 1.36 игра полностью перешла на DirectX 11, с версии 1.38 в игру добавлена поддержка SSAO.

## Грузовики
На момент декабря 2024 года в базовой игре 17 грузовиков: Kenworth T680, Peterbilt 579, Kenworth W900, Peterbilt 389, Volvo VNL (2014), International LoneStar, Mack Anthem, Western Star 49X, Freightliner Cascadia, International LT, International 9900i, Western Star 57X, Western Star 5700XE, Volvo VNL (2018), Kenworth T680 (2022), Mack Pinnacle и Freightliner Cascadia (The Fifth Generation). 
Помимо них, можно установить модификации от сторонних разработчиков, включающие как модели от тех же производителей (Peterbilt 567, International 9300i Eagle и другие), так и отдельные модели ЗиЛ, КамАЗ, Урал.

## Дополнения

Одна из улиц Лос-Анджелеса в American Truck Simulator.

Дополнения могут включать дополнительные регионы карты, привязанные к штатам США, дополнительную технику и грузы, а также варианты окраски и тюнинга грузовиков.
- Нью-Мексико — выпущено 9 ноября 2017 года.
- Орегон — выпущено 4 октября 2018 года.
- Вашингтон — выпущено 11 июня 2019 года.
- Юта — выпущено 7 ноября 2019 года.
- Айдахо — выпущено 16 июля 2020 года.
- Колорадо — выпущено 12 ноября 2020 года.
- Вайоминг — выпущено 7 сентября 2021 года.
- Монтана — выпущено 4 августа 2022 года.
- Техас — выпущено 15 ноября 2022 года.
- Оклахома — выпущено 1 августа 2023 года.
- Канзас — выпущено 30 ноября 2023 года.
- Небраска — выпущено 16 мая 2024 года.
- Арканзас — выпущено 16 сентября 2024 года.
- Миссури — выпущено 3 апреля 2025 года.
- Айова — выпущено 10 июля 2025 года.
- Луизиана — в разработке[7].
- Иллинойс — в разработке[8]
- Южная Дакота — в разработке[9].

### Тюнинг
Дополнения с вариантами окраски и тюнинга включают тематические окраски (Хеллоуин, Рождество, день св. Валентина и другие), дополнительные колёсные диски и рули. Одно из таких дополнений посвящено борьбе с раком молочной железы, и 100 % средств от его продаж разработчик перечисляет в два фонда по борьбе с раком, один из которых расположен в США, а другой в Чехии.
Дополнения с вариантами окраски и тюнинга включают тематические окраски (Хеллоуин, Рождество, день св. Валентина и другие), дополнительные колёсные диски и рули. Одно из таких дополнений посвящено борьбе с раком молочной железы, и 100 % средств от его продаж разработчик перечисляет в два фонда по борьбе с раком, один из которых расположен в США, а другой в Чехии.

## Рецензии и оценки
| Сводный рейтинг    | Сводный рейтинг |
| Агрегатор          | Оценка          |
| ------------------ | --------------- |
| GameRankings       | 76,37 %         |
| Metacritic         | 76/100          |
| Иноязычные издания |                 |
| Издание            | Оценка          |
| Destructoid        | 85 %            |
| Edge               | 70 %            |
| Eurogamer          | 70 %            |
| Hardcore Gamer     | 4/5             |
| IGN                | 80 %            |
| Polygon            | 8/10            |
| PC Gamer           | 80/100          |

На сайте Metacritic игра получила 76 из 100 баллов, основываясь на 29-х отзывах. На Критиканстве игра получила 60 из 100 баллов на основе 4 отзывов.

## Признание
American Truck Simulator, наряду с «родственными» играми, также созданными SCS Software, нередко попадает в списки лучших игр своей тематики, составляемые профильными изданиями.